# Supercoppa lettone 2020 (pallavolo maschile)
La Supercoppa lettone 2020, 1ª edizione della Supercoppa nazionale maschile di pallavolo, si è svolta il 21 febbraio 2021: al torneo hanno partecipato due squadre di club lettoni e la vittoria finale è andata per la prima volta al Jēkabpils Lūši.

## Formula
La formula ha previsto una gara unica.

## Squadre partecipanti
| Squadra         | Qualificazione                                               |
| --------------- | ------------------------------------------------------------ |
| Jēkabpils Lūši  | Migliore squadra lettone in Baltic Volleyball League 2019-20 |
| RTU Robežsardze | Vincitrice Coppa di Lettonia 2019                            |

## Torneo
| 21 febbraio 2021 Olimpiskais sporta centrs, Riga Durata: 2h:08 - Spettatori: ? | RTU Robežsardze | 2 - 3 | Jēkabpils Lūši | 26-24, 23-25, 18-25, 25-19, 11-15 |